# Педру Мануел да Сілва Морейра
Педру Мануел да Сілва Морейра (порт. Pedro Manuel da Silva Moreira, нар. 15 березня 1989, Лозада) — португальський футболіст, півзахисник клубу «Ріу-Аве». Грав за молодіжну збірну Португалії.

## Клубна кар'єра
Народився 15 березня 1989 року в місті Лоузада. Вихованець футбольної школи клубу «Боавішта». Дорослу футбольну кар'єру розпочав 2007 року в основній команді того ж клубу, в якій провів один сезон, взявши участь лише у 6 матчах чемпіонату. 
2008 року уклав контракт з «Порту», проте продовжив виступати за «Боавішта» вже на умовах оренди. Згодом також як орендований гравець захищав кольори клубів «Жіл Вісенте» та «Портімоненсі».
2012 року повернувся до «Порту», проте знов не зміг пробитися до його основної команди і два роки грав за команду дублерів клубу. 2014 року знов був відданий в оренду, цього разу до «Ріу-Аве».

## Виступи за збірні
Взяв участь у 27 іграх у складі юнацьких збірних Португалії різних вікових категорій.
Протягом 2010–2011 років залучався до складу молодіжної збірної Португалії. На молодіжному рівні зіграв у 10 офіційних матчах.